# Ephemerophila
Ephemerophila là một chi bướm đêm thuộc họ Geometridae.

## Các loài
- Ephemerophila decorata (Moore, [1868])
- Ephemerophila humeraria (Moore, [1868])
- Ephemerophila subterminalis (Prout, 1925)